# Zärtliche Chaoten II
Zärtliche Chaoten II (als DVD-Veröffentlichung Zärtliche Chaoten 2) ist ein deutscher Spielfilm aus dem Jahr 1988. Wie beim Vorgänger Zärtliche Chaoten war auch hier Thomas Gottschalk für das Drehbuch verantwortlich und spielte eine der Hauptrollen, außerdem führte er gemeinsam mit Holm Dressler Regie. Ebenso sind seine Filmpartner aus dem ersten Teil, Helmut Fischer und Michael Winslow, wieder in weiteren Hauptrollen zu sehen. Allerdings handelt es sich nicht um eine Fortsetzung des ersten Teils, sondern um einen eigenständigen Film mit neuen Figuren.

## Handlung
Der Film beginnt im Jahr 2043 in einem Patentamt in München. Frank und Xaver sind gelangweilt von ihrer Arbeit und werden außerdem ständig von ihrem Vorgesetzten Dr. Kneitz schikaniert. Eines Tages taucht ein Erfinder auf, der eine Maschine zum Patent anmelden will, mit der man in der Zeit reisen kann. Frank und Xaver beschließen, diese Erfindung zu nutzen, um in die Vergangenheit zu springen und die Zeugung ihres Chefs zu verhindern. Beim Start der Maschine befindet sich versehentlich Wachmann Ronny ebenfalls im Raum, und so begeben sich die drei ins Jahr 1988 auf die Insel Gran Canaria. Durch eine Verwechslung halten sie irrtümlicherweise die attraktive Sandy für die Mutter ihres zukünftigen Chefs und versuchen fortan, jeden Kontakt von ihr mit ihren zahlreichen Verehrern zu verhindern. Im Verlauf des Aufenthalts knüpft Ronny Kontakt zu der ebenfalls attraktiven Cleo, nicht ahnend, dass in Wirklichkeit sie die zukünftige Mutter von Dr. Kneitz ist. Das stellen Frank und Xaver erst nach der Rückkehr ins Jahr 2043 fest, wo ihr Chef immer noch anwesend ist, ebenso unangenehm wie zuvor, aber zusätzlich laut, hektisch und schwarz – Ronny war es, der 1988 Cleo Kneitz geschwängert hat. Daraufhin reisen sie abermals zurück ins Jahr 1988 und leben fortan ihr neues Leben in der Vergangenheit.

## Produktionsnotizen
Zärtliche Chaoten II entstand unter dem Eindruck des amerikanischen Zeitreiseabenteuers Zurück in die Zukunft. Große Teile des Films, auch die Verfolgungsfahrt mit Go-Carts und Jeep, wurden auf Gran Canaria gedreht. Die deutsche Erstaufführung war am 30. Juni 1988. Wie sein Vorgänger wurde Zärtliche Chaoten II ein Erfolg.
Wie schon im ersten Teil des Films konnten auch für Zärtliche Chaoten II mehrere prominente Schauspieler für kleinere Nebenrollen gewonnen werden, so zum Beispiel Jochen Busse, Jango Edwards und Janis Kyriakidis. Ein großes Medienecho rief der Gastauftritt des damals in Deutschland äußerst populären David Hasselhoff hervor.

## Kritiken
„Wer sich einen Film wie ‚Zärtliche Chaoten II‘ zulegt, weiß, was ihn erwartet. Eine manchmal etwas übertrieben wirkende Komik eingebunden in einen recht dünnen Handlungsstrang. Trotzdem schaffen es diese Filme immer wieder Zuschauer in die Kinos, bzw. vor den Fernseher zu locken, von denen der Großteil zufrieden sein wird. Natürlich sind bei diesen Filmen keine schauspielerischen Höchstleistungen zu erwarten, doch das ist auch nicht das Ziel.“

„Zweite Auflage des erfolgreichen Lustspiels. Die Chaoten Gottschalk, Winslow und Fischer erfahren für ihre neuen Abenteuer Unterstützung von ‚Dallas‘-Star Deborah Shelton, Jochen Busse und Lisa Kreuzer.“

„Müder Klamauk, der noch einmal versucht, aus der Popularität eines Showmasters und Rundfunksprechers Kapital zu schlagen; langweilig und enttäuschend.“